# Авиалифт Владивосток
Авиалифт Владивосток — российская региональная авиакомпания, выполняющая вертолётные перевозки по острову Сахалин.

## Деятельность

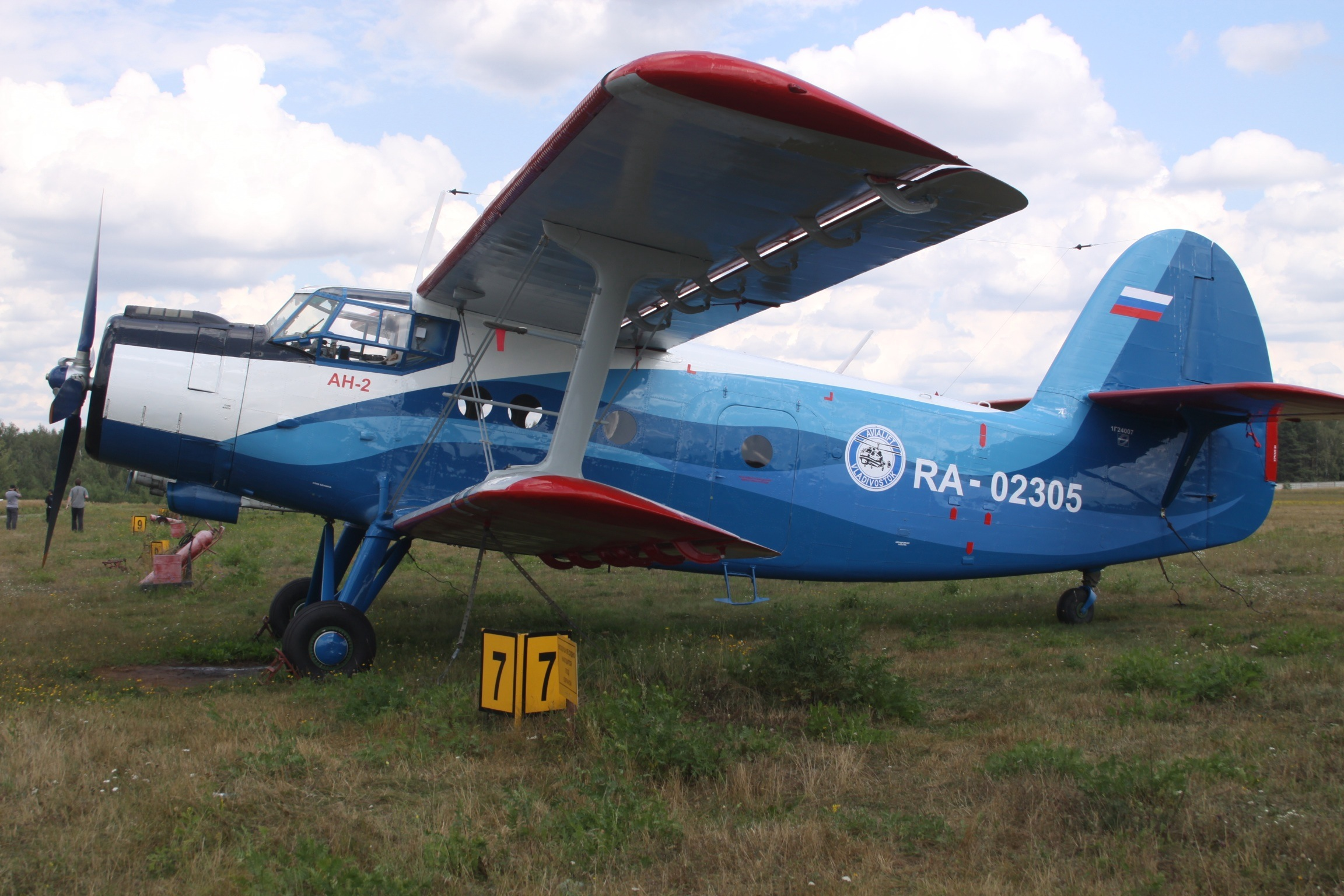
Ан-2

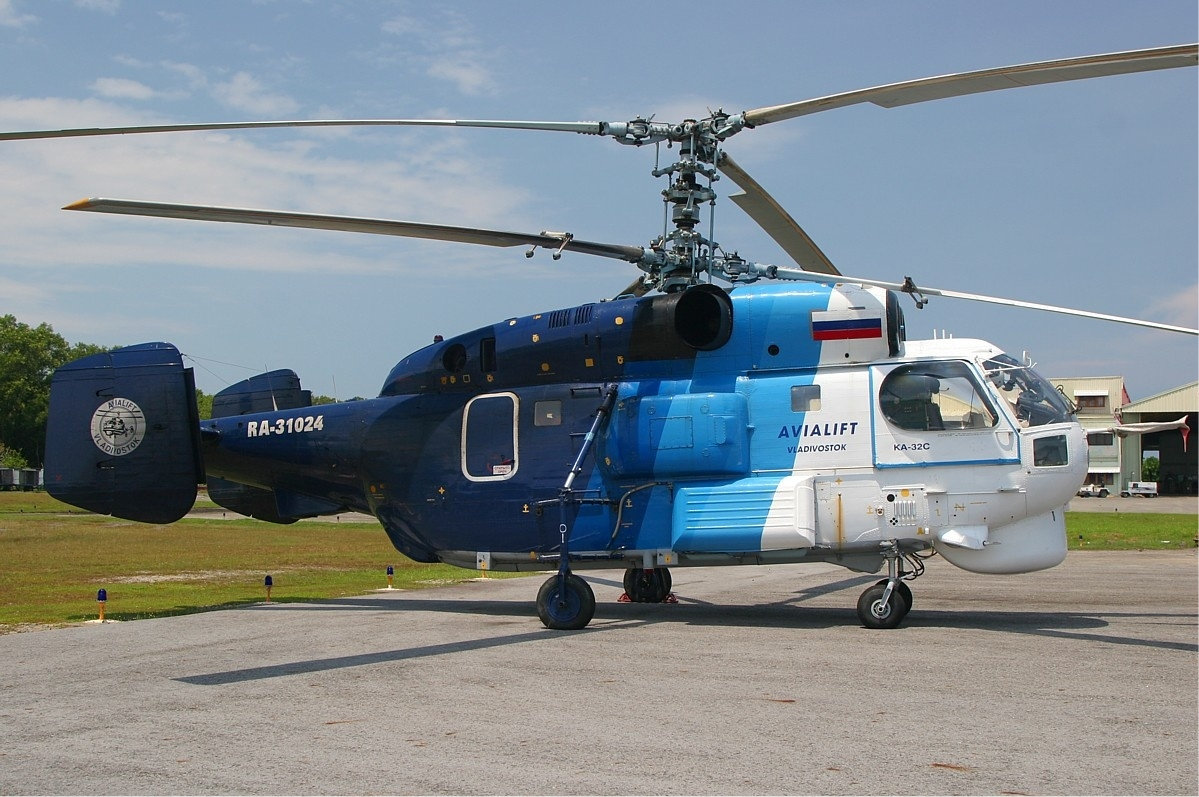
Ка-32А11ВС

Авиационная компания «Авиалифт Владивосток» была основана в 1997 году. Оперирует на авиационном рынке собственными вертолётами Ка-32, разработанными КБ «Камов».
Также выполняет аварийно-спасательные работы в пределах Сахалина.
Приказом от 23.07.19 последовали многочисленные ограничения в эксплуатации воздушных судов.

## Флот
По состоянию на 11.12.2023 флот авиакомпании составляет: 
Раньше флот авиакомпании включал 5 вертолётов Ми-8МТВ, но все они были выведены в 2001—2002 годах.

## Пункты назначения

### Регулярные
Южно-Сахалинск — Артём

### Остальное
Так же авиакомпания выполняет заказные рейсы по всему острову Сахалин.

## Происшествия
- 3 июля 2017 года Ка-32С совершил вынужденную посадку на воду. На борту находились 3 члена экипажа. Никто не пострадал. Вертолёт восстановлен и эксплуатируется этой же авиакомпаней.